# Pinalia quinquelamellosa
Pinalia quinquelamellosa är en orkidéart som först beskrevs av Tang och Fa Tsuan Wang, och fick sitt nu gällande namn av Sing Chi Chen och Jeffrey James Wood. Pinalia quinquelamellosa ingår i släktet Pinalia och familjen orkidéer. Inga underarter finns listade i Catalogue of Life.